# アゼルバイジャンの国旗

構成図

アゼルバイジャンの国旗は（上から）水色、赤、緑の横三色、赤部分の中央に三日月と八角星を配した旗。八角星の八本の光は8グループのテュルク系民族を象徴している。水色はテュルク人の色、緑はイスラーム教の色、赤は進歩を示す。この旗はロシア革命後に一時期存在したアゼルバイジャン民主共和国の国旗として、アゼルバイジャンがソビエト連邦に併合される前にも使用されていたものであり、1991年にアゼルバイジャン共和国がソ連から独立する際に再び国旗として採用されたものである。ナヒチェヴァン自治共和国の旗としても使われる。
三日月と星の組み合わせは、オスマン帝国の国旗にも使われたシンボルで、トルコ、ウズベキスタン、トルクメニスタンなどのテュルク人の国家や、マレーシアやパキスタンなどイスラーム国家の国旗によく使われるオスマン / イスラーム系のシンボルである。

大統領旗

## 歴史的な旗

アゼルバイジャン民主共和国の旗（1917年-1918年）
アゼルバイジャン民主共和国の旗（1918年-1919年）
アゼルバイジャン民主共和国の旗（1919年-1920年）
アゼルバイジャン民主共和国の旗
アゼルバイジャン民主共和国の旗（1918年-1919年）
アゼルバイジャン民主共和国の旗（1919年-1920年）

アゼルバイジャン社会主義ソビエト共和国の旗（1920年-1922年）
アゼルバイジャン社会主義ソビエト共和国の旗（1922年-1925年）
アゼルバイジャン社会主義ソビエト共和国の旗（1925年-1920年代末）
アゼルバイジャン社会主義ソビエト共和国の旗（1920年代末-1930年）
アゼルバイジャン社会主義ソビエト共和国の旗（1930年-1937年）
アゼルバイジャン・ソビエト社会主義共和国の旗（1937年-1940年）
アゼルバイジャン・ソビエト社会主義共和国の旗（1940年-1952年）
アゼルバイジャン・ソビエト社会主義共和国の旗（1952年-1990年）

### 独立以降

?現在の国旗（縦横比2:3の別タイプ）